# Enric Llaudet
Enrique o Enric Llaudet Ponsa (Barcelona, Cataluña, 25 de septiembre de 1916 – Barcelona, 15 de agosto de 2003), fue un empresario y dirigente deportivo español, que presidió el Fútbol Club Barcelona entre 1961 y 1968.

## Biografía
Nacido en el seno de una familia de la burguesía catalana, su padre, Josep Llaudet -que había sido directivo del FC Barcelona- era un industrial, que en 1901 había fundado Hilaturas Llaudet, un negocio dedicado a la fabricación de hilo de algodón. Llaudet hijo heredó la empresa familiar, cuando esta era una de las principales industrias catalanas del sector textil, ya que disponía de varias fábricas en Cataluña, incluyendo una colonia propia en San Juan de las Abadesas.
En 1953 Enric Llaudet ingresó como directivo en la junta del CF Barcelona que presidía Francesc Miró-Sans. Fue miembro de la comisión económica y de la deportiva, y luego presidente de las secciones del club. En 1956 fue responsable del Club Deportivo Condal, filial azulgrana que aquel año militó en Primera División.
Tras la dimisión de Miró-Sans, en febrero de 1961, Llaudet se presentó a las elecciones para presidir el club, en competencia con otro exdirectivo, Jaume Fuset. En los comicios, celebrados el 7 de junio de 1961, los socios compromisarios –que por entonces eran los únicos con derecho a voto- se decantaron por la candidatura de Llaudet, por un estrecho margen de 24 votos (122 a 98).
Llaudet se encontró con un club en una difícil situación económica, que arrastraba una deuda de
289 millones de pesetas, en gran parte por las obras de construcción del Camp Nou. Poco después de su llegada al cargo, también tuvo que afrontar la despedida de tres de los jugadores más emblemáticos de la historia del club: por un lado, Ladislao Kubala y Antoni Ramallets, retirados, y por otro Luis Suárez, vendido al Inter de Milán por 25 millones de pesetas. Con este millonario traspaso, el más caro de la historia del fútbol hasta la fecha, el nuevo presidente intentó aliviar la delicada situación financiera del club. También, con el fin de ahorrar costes, desmantela la sección de baloncesto del FC Barcelona (conocido como Llaudetazo), aunque un año después ante la presión social la sección vuelve a instaurarse.
La marcha de sus principales figuras y la crítica situación económica lastraron el rendimiento deportivo del equipo azulgrana durante el mandato de Llaudet. En seis años y medio apenas se lograron títulos; sólo una Copa del Generalísimo (en 1963) y un trofeo de Ferias (1966).
Llaudet vio en la venta del antiguo estadio barcelonista, el Campo de Les Corts, la única vía para superar las penurias económicas de la entidad. Tras largas negociaciones con el alcalde Porcioles, en 1962 el Ayuntamiento de Barcelona dio luz verde a la recalificación de los terrenos, que pasaban de zona verde a suelo edificable, con lo que se revalorizaban substancialmente. Finalmente, en 1966 se materializó la venta de Les Corts a la inmobiliaria Hábitat, por la que el FC Barcelona obtuvo 226 millones de pesetas, que permitían sanear sus maltrechas arcas.
El éxito en esta operación hizo que Llaudet se ganase la confianza de los socios, que en 1965 le reeligieron como presidente, superando en las urnas a Josep Maria Vendrell por 164 votos a 35.
Ese mismo año, Llaudet impulsó una votación para bautizar oficialmente el nuevo estadio azulgrana, que había sido inaugurado ocho años antes. Finalmente, fue elegido el nombre de Estadio del CF Barcelona, por delante de otras propuestas como Estadi Barça y Camp Nou. Un año más tarde, el verano de 1966, Llaudet impulsó la creación del Trofeo Joan Gamper, en homenaje al fundador del club.
A pesar de la recuperación económica, la sequía de títulos en la era Llaudet propició que durante su segundo mandato se creara una fuerte corriente opositora, que encabezada por Nicolau Casaus, pedía la dimisión del presidente. Entre la cuestionada gestión deportiva de Llaudet, destaca el fiasco que supuso el fichaje del brasileño Wálter Machado da Silva, en 1967, cuando estaba prohibida la alineación de futbolistas extranjeros en España. Tras presionar infructuosamente a la Delegación Nacional de Deportes para lograr la apertura de fronteras, Llaudet afirmó que si el futbolista no podía jugar, "Será mi chofer; siempre me ha hecho ilusión tener un chofer negro".
Ante la fractura social entre los socios del club, en la asamblea de compromisarios del 1 de septiembre de 1967 Enric Llaudet anunció la convocatoria de elecciones anticipadas, a las que no se presentó. Los comicios se celebraron el 17 de enero de 1968 y, como había solicitado el propio Llaudet, se eligió por aclamación una candidatura de consenso, encabezada por Narciso de Carreras.
No fue hasta los años ochenta, bajo el mandato de José Luis Núñez, cuando regresó al club para presidir la Comisión Económica y Estatutaria.
A principios agosto de 2003 fue ingresado en la Clínica Teknon de Barcelona, aquejado de una neumonía. Falleció en el centro hospitalario el 15 de agosto de 2003.